# Komorni orkester RTV Ljubljana
Komorni orkester RTV Ljubljana je bil komorni orkester, ki je redno deloval med letoma 1974 in 1978 pod umetniškim vodstvom dirigenta Sama Hubada. Člani orkestra so bili tudi člani tedanjega Simfoničnega orkestra RTV LJubljana. Po letu 1978 ga je zavod RTV nehal financirati in je deloval le še projektno. Leta 1984 so glasbeniki ansambla skupaj z nekaterimi člani simfoničnega orkestra ustanovili komorni orkester Camerata Labacensis, ki projektno deluje še danes.
Komorni orkester RTV Slovenija je v letih svojega delovanja za radijski arhiv posnel številne skladbe slovenskih skladateljev. Izvedel je tudi razpis za nova dela slovenskih skladateljev (zanj so komponirali skladatelji Lojze Lebič, Jani Golob, Primož Ramovš, Jakob Jež), nastopal po nekdanji skupni državi Jugoslaviji. 
Koncertni mojster orkestra je bil Karel Žužek, kot solisti pa so v njem nastopali Alojz Zupan (klarinet), Božo Rogelja (oboa), Ruda Ravnik Kosi (harfa), Jože Falout (rog), ter Mile Kosi in Franc Avsenek (viola).